# 约翰·达利
约翰·达利（英語：John McConnon Darley，1938年4月3日—2018年8月31日）是一位美国社会心理学家，以研究助人行为著称，目前是普林斯顿大学的心理学教授。
从1956年到1960年，达利就读于斯沃斯莫尔学院，1960年获得学士学位。此后进入哈佛大学，1962年和1965年在此获得硕士和博士学位。
达利最著名的是他与比布·拉塔內合作，研究在紧急情况下人们为何不总是干预（如提供帮助），其研究兴趣很大程度上源于悲惨的姬蒂·吉諾維斯遇害案，这位纽约妇女在1964年3月在有38人目击的情形下遭到谋杀，甚至没有一人打电话报警。
达利和比布·拉塔内进行实验研究，在其他各点都相同的情况下，出现在紧急事件现场的人越多，出手帮助的可能性就越低，有两个原因：
- 多数无知（Pluralistic ignorance），错误地以为没有人帮助，就表示肯定是不需要帮助
- 责任分散（Diffusion of responsibility），其他人在场时责任共享的感觉

1980年以后，社会心理学家进一步的实验对这一规律加上了限制条件。达利最优秀的博士生之一是Daniel Batson。
1. ↑  . Dean of the Faculty. Princeton University.   [13 June 2017]. （原始内容存档于2019-09-16）.